# Ligue des champions de l'OFC 2008-2009
Navigation
Édition 2007-08 Édition 2009-10
La Ligue des champions de l'OFC 2009 est la 8e édition de la Ligue des Champions de l'OFC (Confédération du football d'Océanie). Elle met aux prises les champions des différentes nations affiliées à l'OFC.
L'édition 2009 de la Ligue des Champions s'est déroulé du 1er novembre 2008 au 2 mai 2009. L'évènement est remporté par le club néo-zélandais Auckland City FC qui bat en finale le club salomonais Koloale FC sur le score de 7-2; 2-2 (matchs aller-retour). Il s'agit du deuxième titre pour le club d'Auckland après celui de 2006.
Le champion sortant, les Néo-Zélandais de Waitakere United, est éliminé en phase de groupes. Le tournoi est marqué par la performance du Koloale FC qui devient le deuxième club des Îles Salomon à atteindre la finale. Le vainqueur Auckland City FC est donc qualifié pour la Coupe du monde des clubs 2009.

## Déroulement de la compétition

### Tour préliminaire
| Club              | Nation                                          |
| ----------------- | ----------------------------------------------- |
| PRK Hekari United | Champion de Papouasie-Nouvelle-Guinée 2007-2008 |
| Tupapa FC forfait | Champion des Îles Cook 2007                     |
| Nauti FC forfait  | Champion des Tuvalu 2007-2008                   |

Le vainqueur de ce tour préliminaire est qualifié pour la phase de groupe de la Ligue des Champions. Cependant, Tupapa FC et Nauti FC n'y prennent pas part et permettent au PRK Hekari United d'être automatiquement qualifié.
L'AS Magenta Nickel (Champion de Nouvelle-Calédonie 2007-2008), le FC Sinamoga (Champion des Samoa), le SC Lotoha'apai (Champion des Tonga) et Konica Machine FC (Champion des Samoa américaines) ne sont pas autorisés à prendre part à ce tour préliminaire tout comme à l'AS Manu-Ura (Champion de Polynésie française 2007-2008).

### Phase de groupes
| Club              | Nation                                                      |
| ----------------- | ----------------------------------------------------------- |
| Auckland City FC  | 2e du championnat de Nouvelle-Zélande 2007-2008             |
| Ba FC             | Premier de la phase régulière du Championnat des Fidji 2008 |
| Koloale FC        | Champion des Îles Salomon                                   |
| PRK Hekari United | Vainqueur du tour préliminaire                              |
| Port Vila Sharks  | Vainqueur de la VFF Bred à Vanuatu                          |
| Waitakere United  | Champion de Nouvelle-Zélande 2007-2008 et tenant du titre   |

#### Groupe A
| Rang | Équipe           | Pts | J | G | N | P | Bp | Bc | Diff |  | Résultats (▼ dom., ► ext.) |     |     |     |
| ---- | ---------------- | --- | - | - | - | - | -- | -- | ---- |  | -------------------------- | --- | --- | --- |
| 1    | Auckland City FC | 10  | 4 | 3 | 1 | 0 | 15 | 4  | +11  |  | Auckland City FC           |     | 2-2 | 8-1 |
| 2    | Waitakere United | 7   | 4 | 2 | 1 | 1 | 9  | 7  | +2   |  | Waitakere United           | 1-3 |     | 3-0 |
| 3    | Port Vila Sharks | 0   | 4 | 0 | 0 | 4 | 3  | 16 | -13  |  | Port Vila Sharks           | 0-2 | 2-3 |     |

| 2 novembre 2008 | Auckland City FC                                                         | 2 - 2 | Waitakere United        | Kiwitea Street, Auckland                      |                                               |
|                 | Jordan 45e, 48e                                                          |       | Totori 21e · Seaman 73e | Spectateurs : 1 200 Arbitrage : Peter O'Leary | Spectateurs : 1 200 Arbitrage : Peter O'Leary |
|                 | « (Rapport) »(Archive.org • Wikiwix • Archive.is • Google • Que faire ?) |       |                         | Spectateurs : 1 200 Arbitrage : Peter O'Leary | Spectateurs : 1 200 Arbitrage : Peter O'Leary |

| 22 novembre 2008 | Waitakere United                                                         | 3 - 0 | Port Vila Sharks | Trusts Stadium, Henderson                    |                                              |
|                  | Seaman 21e · Krishna 28e, 34e                                            |       |                  | Spectateurs : 400 Arbitrage : Norbert Hauata | Spectateurs : 400 Arbitrage : Norbert Hauata |
|                  | « (Rapport) »(Archive.org • Wikiwix • Archive.is • Google • Que faire ?) |       |                  | Spectateurs : 400 Arbitrage : Norbert Hauata | Spectateurs : 400 Arbitrage : Norbert Hauata |

| 13 décembre 2008 | Port Vila Sharks | 0 - 2 | Auckland City FC            | Stade municipal, Port Vila |                          |
|                  |                  |       | Vava 8e (csc) · Urlovic 70e | Arbitrage : Jimmy Wright   | Arbitrage : Jimmy Wright |
|                  | (Rapport)        |       |                             | Arbitrage : Jimmy Wright   | Arbitrage : Jimmy Wright |

| 14 février 2008 | Auckland City FC                                                                  | 8 - 1 | Port Vila Sharks    | Kiwitea Street, Auckland   |                            |
|                 | Urlovic 9e, 71e · Coombes 22e, 47e, 77e · Nikolis 30e (pen.), 81e · Ferinidis 59e |       | Ferinidis 40e (csc) | Arbitrage : Averii Jacques | Arbitrage : Averii Jacques |
|                 | « (Rapport) »(Archive.org • Wikiwix • Archive.is • Google • Que faire ?)          |       |                     | Arbitrage : Averii Jacques | Arbitrage : Averii Jacques |

| 7 mars 2009 | Port Vila Sharks                                                         | 2 - 3 | Waitakere United                | Stade municipal, Port Vila |                           |
|             | Poida 17e · Sakama 57e                                                   |       | Bale 10e · Seaman 54e · Hay 75e | Arbitrage : Rakesh Varman  | Arbitrage : Rakesh Varman |
|             | « (Rapport) »(Archive.org • Wikiwix • Archive.is • Google • Que faire ?) |       |                                 | Arbitrage : Rakesh Varman  | Arbitrage : Rakesh Varman |

| 5 avril 2009 | Waitakere United                                                         | 1 - 3 | Auckland City FC                     | Douglas Field, Auckland                       |                                               |
|              | Totori 83e                                                               |       | Bale 68e · Jordan 75e · McGeorge 79e | Spectateurs : 2 500 Arbitrage : Rakesh Varman | Spectateurs : 2 500 Arbitrage : Rakesh Varman |
|              | « (Rapport) »(Archive.org • Wikiwix • Archive.is • Google • Que faire ?) |       |                                      | Spectateurs : 2 500 Arbitrage : Rakesh Varman | Spectateurs : 2 500 Arbitrage : Rakesh Varman |

#### Groupe B
| Rang | Équipe            | Pts | J | G | N | P | Bp | Bc | Diff |  | Résultats (▼ dom., ► ext.) |     |     |     |
| ---- | ----------------- | --- | - | - | - | - | -- | -- | ---- |  | -------------------------- | --- | --- | --- |
| 1    | Koloale FC        | 7   | 4 | 2 | 1 | 1 | 4  | 2  | +2   |  | Koloale FC                 |     | 3-1 | 1-0 |
| 2    | PRK Hekari United | 6   | 4 | 2 | 0 | 2 | 6  | 6  | 0    |  | PRK Hekari United          | 1-0 |     | 1-2 |
| 3    | Ba FC             | 4   | 4 | 1 | 1 | 2 | 3  | 5  | -2   |  | Ba FC                      | 0-0 | 1-3 |     |

| 2 novembre 2008 | Ba FC                                                                    | 0 - 0 | Koloale FC | Govind Park, Ba                             |
|                 |                                                                          |       |            | Spectateurs : 2 000 Arbitrage : Lencie Fred |
|                 | « (Rapport) »(Archive.org • Wikiwix • Archive.is • Google • Que faire ?) |       |            |                                             |

| 22 novembre 2008 | Koloale FC                                                               | 3 - 1 | PRK Hekari United | Lawson Tama Stadium, Honiara                    |                                                 |
|                  | Anisua 37e · Muri 39e · Nawo 77e                                         |       | Iniga 9e          | Spectateurs : 14 000 Arbitrage : Michael Hester | Spectateurs : 14 000 Arbitrage : Michael Hester |
|                  | « (Rapport) »(Archive.org • Wikiwix • Archive.is • Google • Que faire ?) |       |                   | Spectateurs : 14 000 Arbitrage : Michael Hester | Spectateurs : 14 000 Arbitrage : Michael Hester |

| 13 décembre 2008 | PRK Hekari United | 1 - 2 | Ba FC                         | Port Moresby Rugby League Stadium, Port Moresby |                          |
|                  | Iniga 1re         |       | Vakatalesau 6e · Dunadamu 84e | Arbitrage : Jimmy Wright                        | Arbitrage : Jimmy Wright |
|                  | (Rapport)         |       |                               | Arbitrage : Jimmy Wright                        | Arbitrage : Jimmy Wright |

| 14 février 2008 | Ba FC           | 1 - 3 | PRK Hekari United                      | Govind Park, Ba           |                           |
|                 | Vakatalesau 58e |       | Jack 17e (pen.) · Waroi 34e · Mela 37e | Arbitrage : Peter O'Leary | Arbitrage : Peter O'Leary |
|                 | (Rapport)       |       |                                        | Arbitrage : Peter O'Leary | Arbitrage : Peter O'Leary |

| 7 mars 2009 | PRK Hekari United                                                        | 1 - 0 | Koloale FC | Port Moresby Rugby League Stadium, Port Moresby  |                                                  |
|             | Jack 35e                                                                 |       |            | Spectateurs : 5 000 Arbitrage : Strebre Delovski | Spectateurs : 5 000 Arbitrage : Strebre Delovski |
|             | « (Rapport) »(Archive.org • Wikiwix • Archive.is • Google • Que faire ?) |       |            | Spectateurs : 5 000 Arbitrage : Strebre Delovski | Spectateurs : 5 000 Arbitrage : Strebre Delovski |

| 28 mars 2009 | Koloale FC                                                               | 1 - 0 | Auckland City FC | Lawson Tama Stadium, Honiara                 |                                              |
|              | Muri 34e                                                                 |       |                  | Spectateurs : 10 000 Arbitrage : Lencie Fred | Spectateurs : 10 000 Arbitrage : Lencie Fred |
|              | « (Rapport) »(Archive.org • Wikiwix • Archive.is • Google • Que faire ?) |       |                  | Spectateurs : 10 000 Arbitrage : Lencie Fred | Spectateurs : 10 000 Arbitrage : Lencie Fred |

#### Finale
| 25 avril 2009 | Koloale FC      | 2 - 7 | Auckland City FC                                                           | Lawson Tama Stadium, Honiara                     |                                                  |
|               | Anisua 10e, 76e |       | Williams 23e · Lee 39e · Urlovic 40e · Vicelich 58e · Jordan 65e, 77e, 86e | Spectateurs : 20 000 Arbitrage : Strebe Delovski | Spectateurs : 20 000 Arbitrage : Strebe Delovski |
|               | (Rapport)       |       |                                                                            | Spectateurs : 20 000 Arbitrage : Strebe Delovski | Spectateurs : 20 000 Arbitrage : Strebe Delovski |

| 3 mai 2009 | Auckland City FC | 2 - 2 | Koloale FC               | Kiwitea Street, Auckland                       |                                                |
|            | Jordan 56e, 58e  |       | Fa'arodo 40e · Saeni 60e | Spectateurs : 1 250 Arbitrage : Norbert Hauata | Spectateurs : 1 250 Arbitrage : Norbert Hauata |
|            | (Rapport)        |       |                          | Spectateurs : 1 250 Arbitrage : Norbert Hauata | Spectateurs : 1 250 Arbitrage : Norbert Hauata |

#### Vainqueur
| Ligue des Champions 2008-2009 Auckland City FC Deuxième titre |